# Aperitivo

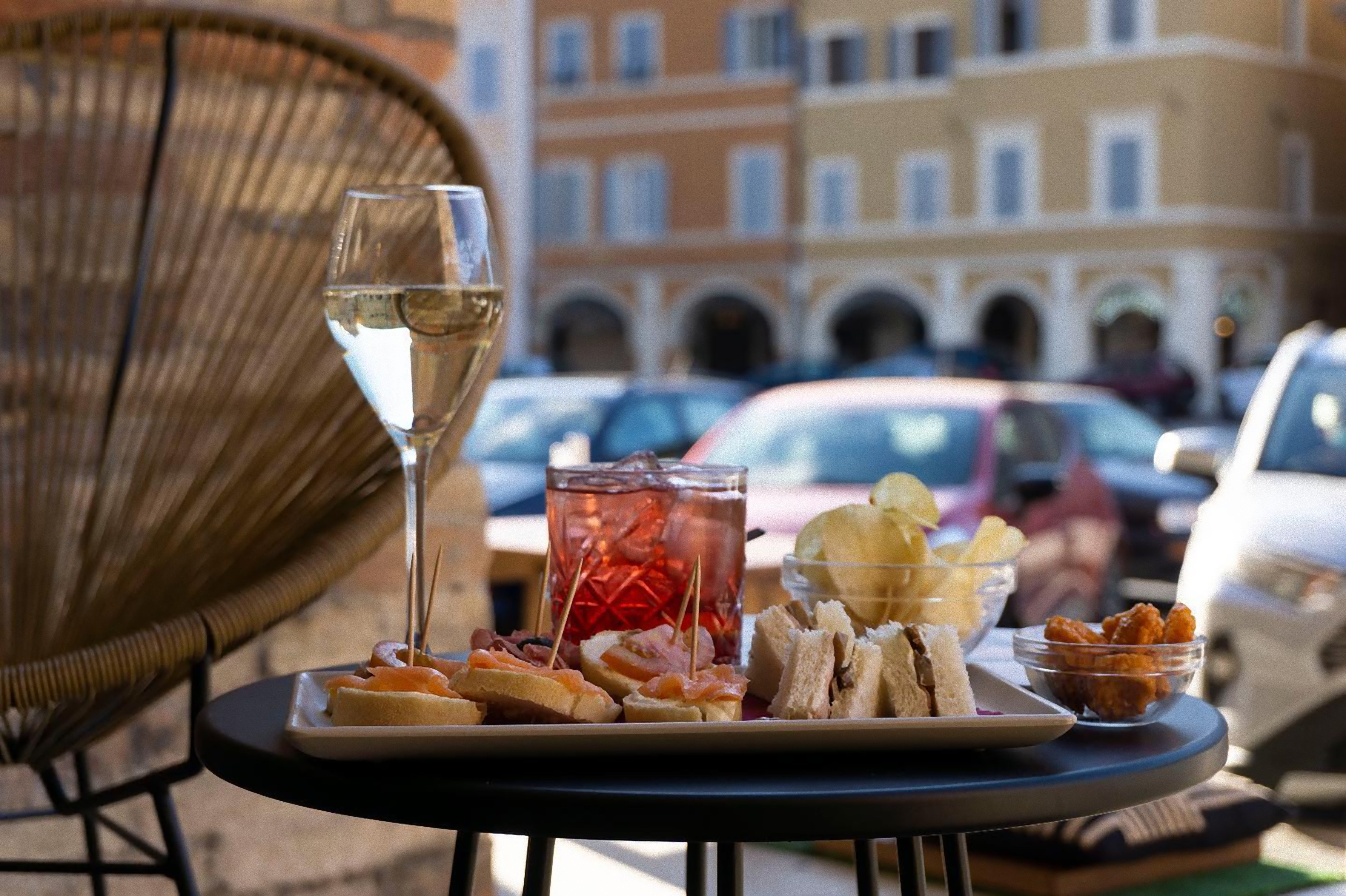
Un classico aperitivo italiano

L'aperitivo (dal francese apéritif) è una bevanda alcolica o analcolica, che si beve prima o dopo i pasti per stimolare l'appetito. Può essere miscelata o non miscelata, accompagnata o meno da stuzzichini. Molti aperitivi, ad esempio il Negroni, sono compresi nella lista della International Bartenders Association (Cocktail ufficiali IBA).
Per le normative italiane e comunitarie l'aperitivo non è una specifica bevanda alcolica definita dal punto di vista legale e merceologico come il vino, la birra, un distillato, il liquore, l'amaro e simili, ma è piuttosto una modalità di preparazione e consumo di bevande alcoliche o preparati a base di bevande alcoliche. 
Inoltre, un aperitivo non deve necessariamente essere alcolico: basti pensare alle preparazioni analcoliche gassate o non gassate che sono diffuse quasi ovunque. In pratica, l'aperitivo è una bevanda assunta in un determinato contesto.

## Storia
Nel V secolo a.C. il medico greco Ippocrate prescriveva ai pazienti affetti da inappetenza un medicinale di sua invenzione: il vinum hippocraticum, vino bianco e dolce, in cui erano macerati fiori di dittamo, assenzio e ruta. Un antecedente del moderno aperitivo era consumato già nella Roma antica, il mulsum a base di vino e miele. L'etimologia del termine non lascia dubbi: viene definito aperitivo, dal latino aperitivus (che apre), una bevanda in grado di stimolare e, dunque, “aprire” la sensazione della fame.
L'aperitivo nel suo significato vero e proprio però nacque a Torino in una piccola bottega di liquori del signor Antonio Benedetto Carpano, il quale nel 1786 ha inventato il vermut, prodotto con vino bianco addizionato ad un infuso di oltre 30 tipi di erbe e spezie. Da allora la “speciale bevanda” è stata esportata in tutta Europa e successivamente prodotta da Cinzano e Martini & Rossi, divenendo con l'appellativo di “Martini” l'aperitivo per eccellenza, da bere liscio o come base di tanti cocktail come il Negroni. Si diffuse in diverse città d'Italia negli ultimi anni del XIX secolo specialmente nei caffè, particolarmente attivi a Torino, Genova, Firenze, Venezia, Roma, Napoli, Milano.
Carlo Gancia nella metà dell'Ottocento propose una versione diversa del vermut: il vermut Gancia. Fu l'aperitivo ufficiale della casa reale, la quale concesse l'autorizzazione a usare la formula “Bianco Gancia, vermouth dell'Aristocrazia e della Regalità”. Fu usato come veicolo di propaganda anche un messaggero dell'indipendenza e dell'unità come Giuseppe Garibaldi da cui l'aperitivo “Garibaldi” di Gancia.
L'aperitivo è un vero e proprio rito che si svolge dalle 18.00 alle 21.00 come pre-cena, come pausa di relax post lavoro. Viene accompagnato da stuzzichini come olive, patatine, salatini, taralli pugliesi, frutta e similari. Nuove varianti moderne si prolungano oltre l'orario di cena, sotto il nome di apericena, dove ad un costo di piccole tariffe aggiuntive è possibile degustare finger food di tutti i tipi, come sostituto alla cena.

### L'aperitivo a Torino
L'aperitivo è nato a Torino più di 200 anni fa: nel 1786 Antonio Benedetto Carpano comincia a produrre, in una bottega sotto i portici della centralissima Piazza Castello, un vino aromatizzato ottenuto con infuso di erbe e spezie. Da allora, il vermouth è diventato l'aperitivo per antonomasia e uno dei simboli della città di Torino, tanto quanto in Piemonte. Oggi il momento dell'aperitivo è al centro della vita cittadina: dai caffè storici del centro ai nuovi ritrovi in stile lounge sui Murazzi (il lungofiume), si può finire il pomeriggio con un drink accompagnato da stuzzichini a base di prodotti tipici piemontesi come formaggi, salumi, grissini, oppure bagna càuda e fonduta in versione light. Sono poi sorte numerose imprese commerciali che hanno esportato questo particolare prodotto in Europa e nel mondo.

### Diffusione nel resto d'Italia

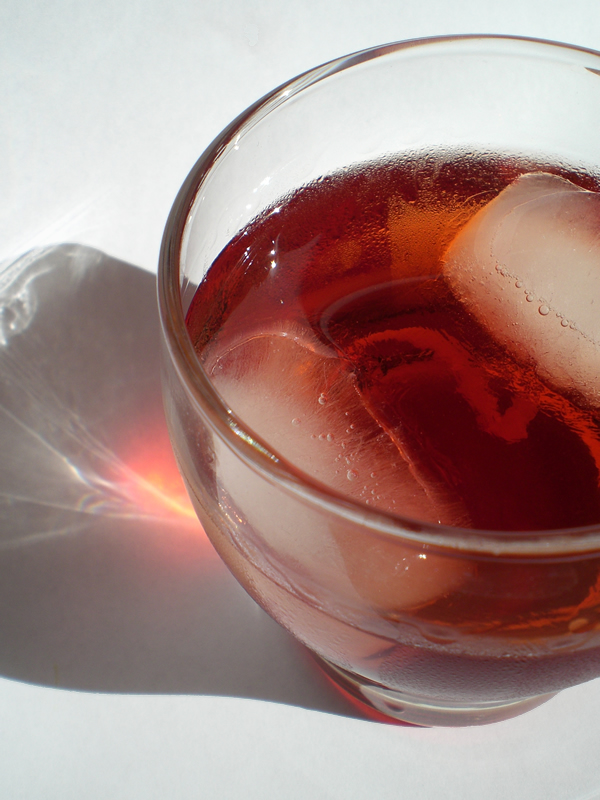
Negroni, cocktail tipico di Firenze

Nel resto d'Italia l'aperitivo si è diffuso a macchia di leopardo. Cominciò ad essere servito in alcuni locali di Genova e di Firenze dove ad oggi tutti i locali offrono vari e ricchi buffet e dove venne inventato anche il famoso Negroni chiamato così dal nome del conte Negroni. Tutti i cittadini entrando nei locali chiedevano 'quello che beve il conte Negroni', da qua il nome Negroni.
Al Nord è ben diffuso in tutte le città della Lombardia, nelle province ad essa confinanti e anche in molte località sciistiche delle Alpi; è comunque ormai usanza largamente diffusa in tutte le grandi città italiane. A Milano, Genova, Torino, Verona e Bologna ci sono diversi locali, alcuni dei quali storici, che da anni offrono un aperitivo in grande stile.
L'aperitivo al Sud, soprattutto nelle città con il mare, si protrae fino a notte fonda sulle spiagge, dove è accompagnato da eventi musicali e promozionali. Questo avviene soprattutto nelle regioni della Puglia (come il Salento) e della Campania (soprattutto nella costiera amalfitana), permette di divenire un'anticamera del divertimento.
In Friuli-Venezia Giulia e nella maggior parte del Veneto si continua invece a seguire il rito dell'aperitivo secondo le tradizioni locali, con ottimi vini e pochi stuzzichini. L'aperitivo per eccellenza era l'ex tocai (ora friulano o tai in veneto) negli ultimi anni superato dal prosecco.
A Milano e nel resto d'Italia è consuetudine effettuare un aperitivo in grande stile la domenica mattina (cosiddetto brunch), oppure tutti i giorni lavorativi prima di pranzo o cena. Non si riduce alla scelta della bevanda alcolica/analcolica, ma è accompagnata da un ricco buffet di stuzzichini, primi e secondi piatti, frutta e dolci.
In quasi tutte le località della Sardegna tradizionalmente il rito dell'aperitivo, sia prima di pranzo che prima di cena, consiste soltanto nel consumo di uno o più bicchieri di vino locale: cannonau o altri vini rossi nei paesi dell'interno, malvasia in Planargia, vernaccia nell'oristanese, vermentino in Campidano ed in Gallura. Negli ultimi dieci anni nelle principali città sarde ha preso piede, riprendendo una tendenza tipica dell'Italia, l'aperitivo che unisce vini o cocktails a stuzzichini e vario cibo.

## Generalità
Può essere bevuta al tavolo da pranzo, oppure in piedi poco prima di sedersi al tavolo, o anche in un locale pubblico diverso dal posto in cui poi si consumerà il pasto. Per estensione, quest'ultima usanza ha preso essa stessa il nome di aperitivo. In tal caso, solitamente la bevanda è accompagnata da stuzzichini salati, o addirittura da veri antipasti.
I più diffusi aperitivi sono l'Americano, il Pirlo, lo Spritz, il Negroni, il Mezzoemezzo Nardini, il Campari, il Rossini, il crodino e il Sanpellegrino. Tra gli aperitivi composti da una sola bevanda alcolica il primato spetta al prosecco.
La moda dell'aperitivo è ormai ben radicata in tutta Italia già da diversi anni, e si sta diffondendo anche in altri paesi, quali la Svizzera, Francia, Austria, Slovenia, Serbia e Germania.
L'aperitivo ha anche degli effetti fisiologici come ad esempio la stimolazione della secrezione di succhi gastrici che può aumentare la sensazione di fame. Se in piccole quantità può portare leggeri benefici alla digestione, all'aumentare dell'assunzione la rende più difficoltosa e porta quasi a raddoppiare le calorie ingerite col successivo pasto.

## Attualità
Va registrato come il rito dell'aperitivo sia diventato ormai dalla seconda metà degli anni novanta una moda costosa, con l'apertura di alcune decine di locali in zone raffinate, con arredamenti lussuosi, superfici sterminate, selezione all'ingresso, buffet ricchissimi. I prezzi, saliti di concerto al diffondersi della moda, hanno reso l'aperitivo un'abitudine costosa in quanto tale, tuttavia molti considerano un ricco aperitivo (apericena) un degno sostituto di una cena ad un prezzo molto più ragionevole. Anche questo fattore contribuisce a diffonderne la moda.
Con gli anni è pure cambiato il tipo di cocktail più richiesto e si è formata una "moda del bere". Se a metà anni ottanta si bevevano Long Island Iced Tea, Whisky con ghiaccio, Campari con il vino bianco (localmente un tempo chiamato anche mez-e-mez, cioè "mezzo e mezzo", oppure "un Campari in due", da non confondere con il Mezzoemezzo Nardini, un aperitivo a base di Rosso Nardini, Rabarbaro Nardini, Seltz e scorza di limone molto in voga al giorno d'oggi), Bloody Mary e pochi altri, intorno al 1988 si affermarono i cocktail sudamericani come i Daiquiri, le Tequila di vario genere, i Margarita.
Nei primi anni novanta diventarono di moda i cocktail a base di Vodka, seguiti pochi anni dopo dall'Americano e dalla riscoperta del Negroni sbagliato, inventato al Bar Basso di Milano negli anni cinquanta e in genere chiamato semplicemente "Sbagliato". Oggi i cocktail più diffusi sono proprio lo Sbagliato, i Vodka Martini, gli Spritz e i cocktail con succhi di frutta.
Moda dei tempi moderni è l'offerta di buoni vini al calice al posto dei cocktail.

## Classificazione degli aperitivi
- Aperitivi in bottiglietta: possono essere alcolici o analcolici; tra gli alcolici va ricordato il Campari soda (10°) e l'Aperol soda (3°); tra gli analcolici il Sanbitter bianco e rosso e il Crodino. Possono essere serviti lisci oppure con ghiaccio. Le normali bibite gassate (anche conosciute come soft drinks) sono anch'esse identificate come aperitivi analcolici.
- vini: vengono serviti vini bianchi secchi, gli spumanti secchi (o, anche leggermente abboccati, specie quando sono degli Charmat), bianchi o rosé, ma anche i vini liquorosi secchi come il Marsala, lo Sherry e il Porto; lo spumante più diffuso in Italia come aperitivo è il Prosecco.
- bitter: da ricordare il bitter Campari, l'Aperol, il Select, il Biancosarti, il Cynar, Mezzodì Caffo, il Rabarbaro, il Ferro China Bisleri e il Mezzoemezzo Nardini. Possono essere serviti lisci o con ghiaccio e/o con aggiunta di scorze di agrumi.
- vermouth: è un vino aromatizzato. Le principali tipologie sono il dry, dal gusto più secco, si accompagna con olive verdi in salamoia, il rosso, piacevolmente amarognolo, si propone con mezza fetta di arancia, e il bianco, dal gusto dolce, accompagnato con mezza fetta di limone.
- liquori all'anice: detti anche ‘anicizzati’ i più noti sono i pastis di origine francese, come il Pastis 51 e il Ricard, il Pernod (che non è un pastis) e l’ouzo della Grecia. Si allungano con acqua minerale non gassata molto fredda nel rapporto di 5 a 1 e vengono serviti senza ghiaccio.
- birre: solitamente, come aperitivo, si servono birre leggere di tipo lager o ale ben luppolate (amare) come le IPA.
- cocktail di vario tipo ma dove prevalga il gusto amaro, acidulo, secco, speziato oppure una spiccata effervescenza.